# Sergei Mogilnikow
Sergei Petrowitsch Mogilnikow (russisch Сергей Петрович Могильников; * 28. September 1958 in Ust-Kamenogorsk, Kasachische SSR) ist ein ehemaliger kasachischer Eishockeyspieler und derzeitiger -trainer des kasachischen Teams Kasachmys Satpajew.

## Spielerkarriere
Sergei Mogilnikow begann seine Karriere 1976 in der zweiten sowjetischen Liga bei Torpedo Ust-Kamenogorsk und schaffte mit der Mannschaft in der Saison 1986/87 den Aufstieg in die höchste Liga der Sowjetunion. 1988 wechselte der Stürmer in die zweite sowjetische Liga zum kasachischen Verein Awtomobilist Karaganda, wo er bis 1992 spielte. Danach wurde er vom russischen Erstligisten Metallurg Magnitogorsk für zwei Spielzeiten verpflichtet. Weitere Station in der Saison 1994/95 war Rubin Tjumen. 1995 kehrte er zu seinem Heimatverein nach Ust-Kamenogorsk zurück, wo er 1997 seine aktive Laufbahn beendete.
Mogilnikow bestritt für Kasachstan sieben Spiele bei der Eishockey-Weltmeisterschaft 2003 und erzielte dabei zwei Tore und fünf Assists.

## Trainerkarriere
In der Saison 2003/04 übernahm Mogilnikow den Trainerposten beim kasachischen Team Gornjak Rudny. Seit 2008 trainiert er das kasachische Team Kasachmys Satpajew. 2011 kehrte er nach Rudny zurück.